# Sainthal
Sainthal là một thị xã và là một nagar panchayat của quận Bareilly thuộc bang Uttar Pradesh, Ấn Độ.

## Nhân khẩu
Theo điều tra dân số năm 2001 của Ấn Độ, Sainthal có dân số 13.390 người. Phái nam chiếm 52% tổng số dân và phái nữ chiếm 48%. Sainthal có tỷ lệ 38% biết đọc biết viết, thấp hơn tỷ lệ trung bình toàn quốc là 59,5%: tỷ lệ cho phái nam là 46%, và tỷ lệ cho phái nữ là 30%. Tại Sainthal, 18% dân số nhỏ hơn 6 tuổi.